# Колонна Сигизмунда
Колонна Сигизмунда III (пол.  Kolumna Zygmunta III Wazy, Kolumna Zygmuntowska) — памятник королю Сигизмунду III на площади перед Королевским дворцом в Варшаве.
Столп установлен в 1643—1644 годах в качестве дара короля Владислава IV в честь его отца, по проекту Августина Лоччи и Константино Тенкалла. Прообразом послужила Марианская колонна перед базиликой Санта-Мария-Маджоре (проект Карло Мадерна).
Статуя, созданная Клементе Молли и отлитая из бронзы королевским литейщиком Даниилом Тымом, изображает короля в рыцарских доспехах держащим в деснице кривую саблю, а левой рукой опирающимся на крест. Московский путешественник П. А. Толстой свидетельствовал в конце XVII века:

У ворот вышеписаннаго замку зделан столб зело высокой, из одного камени вытесан. На том столбе поставлена персона Владиславу, бывшаго древле короля полскаго, вылита из меди и вызолочена, имея в левой руке крест, а в правой руке обнаженный держит меч.
Ствол колонны, первоначально изготовленный из мягкого конгломерата, был в 1885—1887 годах заменён стволом из гранита. Во время Варшавского восстания колонна была повалена. При воссоздании в 1949 году был изготовлен новый ствол из гранита, поставленного стшегомским карьером в Силезии.
Надпись на колонне:
«Король Сигизмунд III, благодаря свободным выборам король Польши, по наследству, правопреемству и закону — король Швеции, в любви к миру и славе никому не уступающий, первый среди царей в войне и победах, взял в плен московских вождей, столицу и земли Москвы захватил, победил армию, возвратил Смоленск, сломил власть Турции под Хотином, правил сорок четыре года, сорок четвертый король.»
|               |  |                                         |  |                          |  |                                                                         |
| Статуя короля |  | Колонна, поваленная гитлеровцами (1945) |  | Колонна на архивном фото |  | Прежние колонны (XVII и XIX веков), экспонирующиеся у Дворцовой площади |